# برگ‌چین سفیدابرو
برگ‌چین سفیدابرو (نام علمی: Anabacerthia amaurotis) نام یک گونه از سرده برگ‌چین‌ها است.